# Partido Social Democrata Húngaro
O Partido Social Democrata Húngaro (em húngaro: Magyarorszagi Szociáldemokrata Párt, MSZDP) é um partido político da Hungria.
Fundado em 1890, foi um partido que teve um papel relevante na política húngara até 1948, quando foi obrigado pelas autoridades soviéticas que ocupavam a Hungria em se juntar ao Partido Comunista Húngaro para dar origem ao Partido dos Trabalhadores Húngaros.
Apesar de ter sido restaurado em 1956, rapidamente foi ilegalizado após a supressão da Revolução Húngara de 1956.
Foi novamente refundado em 1989, após o fim do comunismo na Hungria, mas nunca voltou a ter a importância que detinha até 1948. Apesar da sua atual pouca importância, é membro do Partido Socialista Europeu e da Internacional Socialista.

### Eleições legislativas
| Data                     | Votos   | %         | Deputados | +/-     | Status   | Notas                                    |
| ------------------------ | ------- | --------- | --------- | ------- | -------- | ---------------------------------------- |
| 1920                     | Boicote | Boicote   | Boicote   | Boicote | Boicote  | Boicote                                  |
| 1922                     | 277 481 | 17,0 (#2) | 25 / 245  |         | Oposição |                                          |
| 1926                     | 126 824 | 11,1 (#3) | 14 / 245  | 11      | Oposição |                                          |
| 1931                     | 165 794 | 11,0 (#4) | 14 / 245  | =       | Oposição |                                          |
| 1935                     | 132 052 | 6,7 (#4)  | 11 / 245  | 3       | Oposição |                                          |
| 1939                     | 126 637 | 3,4 (#4)  | 5 / 260   | 6       | Oposição |                                          |
| 1944                     |         | (#2)      | 125 / 498 | 120     | Governo  |                                          |
| 1945                     | 823 250 | 17,4 (#2) | 69 / 409  | 56      | Governo  |                                          |
| 1947                     | 742 171 | 14,9 (#4) | 67 / 411  | 2       | Governo  |                                          |
| Banido entre 1948 a 1989 |         |           |           |         |          |                                          |
| 1990                     | 174 409 | 3,6 (#8)  | 0 / 386   |         | N/D      |                                          |
| 1994                     | 51 122  | 0,9 (#11) | 0 / 386   | =       | N/D      |                                          |
| 1998                     | 5 689   | 0,1 (#13) | 0 / 386   | =       | N/D      |                                          |
| 2002                     | 41 461  | 0,7 (#8)  | 1 / 386   | 1       | Governo  |                                          |
| 2006                     | N/D     | N/D       | 1 / 386   | =       | Governo  | nas listas do Partido Socialista Húngaro |
| 2010                     | 4 117   | 0,1 (#8)  | 0 / 386   | 1       | N/D      |                                          |
| 2014                     | 937     | 0,0 (#18) | 0 / 199   | =       | N/D      |                                          |